# 霍尔姆省

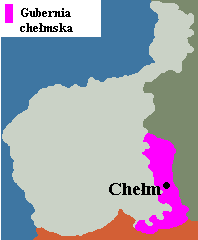
粉紅色為霍尔姆省

霍尔姆省（俄语：Холмская Губерния）是俄羅斯帝國的一個省，1912年由波蘭王國的盧布林省和謝德爾采省部分土地建立，隸屬基輔總督區。首府霍尔姆（海烏姆）。
建省是為了準備未來的戰爭，以及實施俄羅斯化。